# Гивенталь, Александр Борисович
Алекса́ндр Бори́сович Гивента́ль (англ. Alexander Givental; род. 27 апреля 1958, Москва) — американский (в прошлом советский) математик.

## Биография
Родился в 1958 году в еврейской семье в Москве. Окончил 2-ю физико-математическую школу в 1975 году. Не был принят в МГУ из-за сложившейся обстановки на мехмате. Выпускник Московского института нефтехимической и газовой промышленности им. И. М. Губкина и стал учеником Владимира Арнольда, под руководством которого защитил  кандидатскую диссертацию в 1987 году; в 1990 году эмигрировал в США. В настоящее время — профессор математики Калифорнийского университета в Беркли, среди его учеников много известных математиков.
Написал учебники по линейной алгебре и квантовой механике, философией которой интересуется. 
Помимо науки переводит русскую поэзию на английский язык и занимается изданием книг, в том числе собственного перевода учебника геометрии Киселёва и стихов Марины Цветаевой, отец двоих детей.

## Научная деятельность
Работает в области симплектической геометрии, теории особенностей и их соотношений с теорией топологических струн. 
Александр Гивенталь внёс крупный вклад в математику, предложив первое доказательство зеркальной гипотезы для многообразий Калаби — Яу, являющихся полными пересечениями в торических объемлющих пространствах, в частности для квинтик в P4 (четырёхмерном комплексном проективном пространстве) . Эта работа Гивенталя имеет приложения в современной теоретической физике. Является также соавтором гипотезы Арнольда — Гивенталя.

## Интересные факты
Среди учителей Гивенталя во второй школе были В. А. Сендеров, Р.К.Бега, а в том же классе учился будущий математик Глеб Носовский и будущий директор школы Пётр Хмелинский.